# Synthecium carinatum
Synthecium carinatum är en nässeldjursart som beskrevs av Totton 1930. Synthecium carinatum ingår i släktet Synthecium och familjen Syntheciidae. Inga underarter finns listade i Catalogue of Life.